# アウラニ・ディズニー・リゾート&スパ・コオリナ・ハワイ
アウラニ・ディズニー・リゾート＆スパ・コオリナ・ハワイ(Aulani Disney Resort＆Spa Ko Olina Hawaii)は、ウォルト・ディズニー・カンパニーが運営しているアメリカのハワイにある唯一のディズニーリゾートである。

## 概要
(以下、アウラニ・ディズニー・リゾート＆スパ・コオリナ・ハワイは「アウラニ ディズニーリゾート」と表示。)
2007年10月に発表された。その後ウォルト・ディズニー・カンパニー(ディズニー・パークス・エクスペリエンス・プロダクツ)が、2010年1月に名称を明らかにした。
ワイキキ(コオリナ地区)から車で約50分ほどのコオリナ・リゾート&マリーナにある、ディズニー初の滞在型リゾートホテル群。
ディズニーパークとは別物の扱いであるためアトラクションのようなものはない。ミッキーマウスやミニーマウス、ドナルドダックなどのディズニーキャラクターに会う事が出来る。また、ディズニーパークにあるようなアトラクションは無いものの、アウラニ ディズニーリゾート内は多彩なアクティビティが存在する。レストランはハワイならではの食事も出される。
359室の客室(スイート数16)レストラン数は4つある。

## 限定キャラクター
ダッフィーアンドフレンズの｢オル｣というキャラクターがいる。このキャラクターは2020年6月10日には上海ディズニーランド（上海ディズニーリゾート）に登場し、同年7月1日より東京ディズニーシー（東京ディズニーリゾート）にも登場した（2020年3月10日，「オル・メル(‘Olu Mel）」に改名した）。

## 設備
Wi-Fi は無料で使用可能。ランドリー設備、複数の言語を話すキャスト(制限あり)が居る。
ホテル内には日用雑貨ショップ / コンビニエンスストアや24時間対応フロントデスクがある。